# Союз-20
Союз-20 — безпілотний космічний корабель (КК) серії «Союз». Третій політ на орбітальну станцію (ОС) Салют-4. Перевірка тривалості польоту безпілотного транспортного корабля Союз. Всеосяжна перевірка поліпшених бортових систем космічного апарата в різних умовах польоту. Три місяці в космосі перебували живі організми.

## Історія
У 1974-1975 роках в НВО «Енергія», створеному на базі Центрального конструкторського бюро енергетичного машинобудування (ЦКБЕМ), доопрацьовувався транспортний корабель 7К-Т для збільшення тривалості його польоту в складі орбітальних станцій (ДОС та ОПС) з 60 до 90 діб. 1975 року завершились наземні випробування, і потрібно було перевірити корабель в реальних умовах польоту зі стикуванням з орбітальною станцією. Для цього вирішено використовувати Салют-4.

## Хроніка польоту
17 листопада 1975 року о 14:36:37 UTC з космодрому Байконур запущено безпілотний КК Союз-20.
19 листопада о 21:30 UTC КК Союз-20 в автоматичному режимі зістикувався з ОС Салют-4. Спільний політ тривав 90 діб.
16 лютого 1976 КК Союз-20 відстикувався від ОС Салют-4, і о 02:24 UTC успішно приземлився за 56 км на північний схід від міста Аркалик.
Ресурсні випробування корабля 7К-Т у складі ДОС Салют-4 пройшли без зауважень і підтвердили збільшений польотний ресурс корабля.